# رضا حدادیان
رضا حدادیان (زادهٔ ۱۳ اسفند ۱۳۵۴) کارآفرین و مدیر ایرانی است که مالک باشگاه فوتبال نساجی مازندران و هواپیمایی وارش است. او همچنین عضو هیئت‌رئیسه فدراسیون شمشیربازی ایران، عضو هیئت‌مدیره انجمن شرکت‌های هواپیمایی ایران و عضو هیئت نمایندگان اتاق ایران بوده است. حدادیان که خود مازندرانی است، رؤیای تشکیل تیمی را داشته که مازندرانی‌ها را گرد هم بیاورد. او یک سرمایه‌گذار موفق در فوتبال است و نخستین جام قهرمانی فوتبال مازندران در جام حذفی فوتبال ایران با مدیریت حدادیان کسب شد. او نخستین هواپیمایی در مازندران را به نام هواپیمایی وارش با تمرکز بر فرودگاه بین‌المللی دشت ناز ساری تأسیس کرد. حدادیان برای نخستین بار در ایران، تیم ملی فوتبال ایران را با خلبانی یک زن راهی مسابقات کرد و هواداران باشگاه فوتبال نساجی مازندران را با پروازهای اختصاصی به محل برگزاری مسابقات رساند.
رضا حدادیان قهرمان پیشین رشته شمشیربازی است و چند دوره رئیس هیئت شمشیربازی استان تهران بود که به علت مشغله‌های کاری، از این جایگاه کناره‌گیری کرد. همچنین او نامزد انتخابات ریاست فدراسیون شمشیربازی ایران بوده است.